# Eulachna dasyptera
Eulachna dasyptera är en fjärilsart som beskrevs av Edward Meyrick 1883. Eulachna dasyptera ingår i släktet Eulachna och familjen praktmalar, Oecophoridae. Inga underarter finns listade i Catalogue of Life.